# Jérémy Blayac
Jérémy Blayac (Saint-Affrique, 16 juni 1983) is een Franse voetballer (aanvaller) die sinds 2008 voor de Franse tweedeklasser US Boulogne uitkomt. Voordien speelde hij onder meer voor Toulouse FC en AS Cannes.